# Listă de localități din provincia Teritoriile de Nord-Vest
- Aklavik
- Anderson River
- Buffalo River
- Camlaren
- Canol
- Cape Parry
- Colville Lake
- Deline
- Dettah
- Enterprise, Nordwest-Territorien

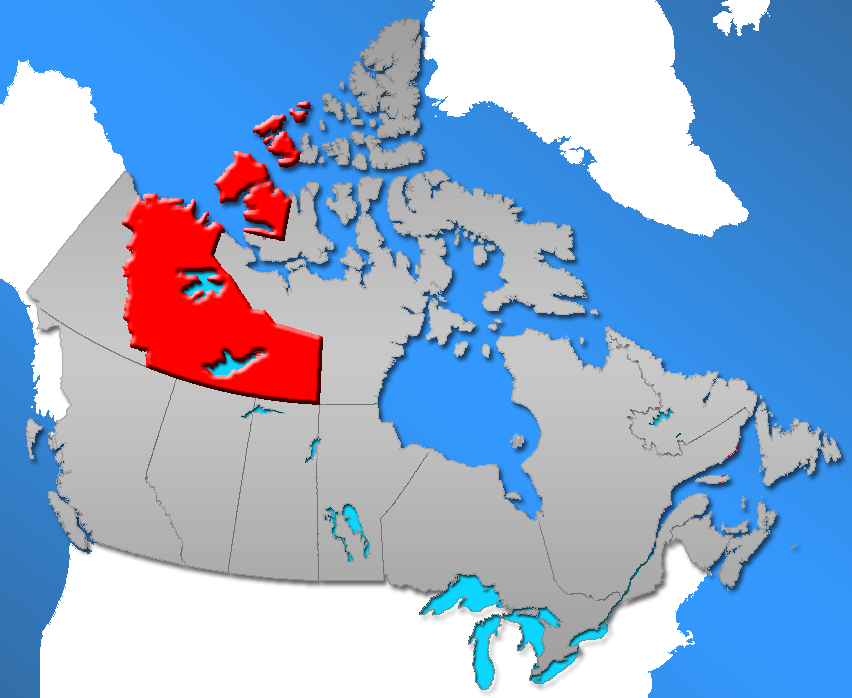
Teritoriile de Nord-Vest, Canada

- Fort Collins, Nordwest-Territorien
- Fort Good Hope
- Fort Liard
- Fort McPherson
- Fort Providence
- Fort Resolution
- Fort Simpson
- Fort Smith, Nordwest-Territorien
- Hay River
- Holman
- Inuvik
- Jean Marie River
- Kakisa
- Kittigazuit
- Lac la Martre
- Lutselk'e
- Marten House
- Mills Lake
- Mould Bay
- Nahanni Butte
- Norman Wells
- Paulatuk
- Pine Point
- Port Radium
- Rae Lakes
- Rae-Edzo
- Rat River
- Reindeer Depot
- Reliance
- Rocher River
- Sachs Harbour
- Salt River, Nordwest-Territorien
- Tuktoyaktuk
- Tulita
- Trout Lake
- Tsiigehtchic
- Tungsten, Nordwest-Territorien
- Wekweti
- Wha Ti
- Wrigley, Nordwest-Territorien
- Yellowknife